# Quaqua (biljni rod)
Quaqua, biljni rod svileničevki iz jugozapadne Namibije i Južnoafričke Republike. Postoji 20 vrsta koje pripadaju podtribusu Stapeliinae, dio tribusa Ceropegieae.
Po nekim autorima, sinonim je za Ceropegia.

## Vrste
1. Quaqua acutiloba (N.E.Br.) Bruyns
2. Quaqua albersii Plowes
3. Quaqua arenicola (N.E.Br.) Plowes
4. Quaqua arida (Masson) Plowes ex Bruyns
5. Quaqua armata (N.E.Br.) Bruyns
6. Quaqua aurea (C.A.Lückh.) Plowes
7. Quaqua bayeriana (Bruyns) Plowes
8. Quaqua cincta (C.A.Lückh.) Bruyns
9. Quaqua framesii (Pillans) Bruyns
10. Quaqua incarnata (L.f.) Bruyns
11. Quaqua inversa (N.E.Br.) Bruyns
12. Quaqua linearis (N.E.Br.) Bruyns
13. Quaqua mammillaris (L.) Bruyns
14. Quaqua multiflora (R.A.Dyer) Bruyns
15. Quaqua pallens Bruyns
16. Quaqua parviflora (Masson) Bruyns
17. Quaqua pillansii (N.E.Br.) Bruyns
18. Quaqua pruinosa (Masson) Bruyns
19. Quaqua pulchra (Bruyns) Plowes
20. Quaqua ramosa (Masson) Bruyns